# Пилипчук Сергій Валерійович
Сергі́й Вале́рійович Пилипчу́к (нар. 26 листопада 1984, Зміїв, Харківська область) — колишній український футболіст, що виступав на позиції півзахисника, гравець молодіжної збірної України. По завершенні ігрової кар'єри — футбольний тренер.

## Клубна кар'єра
Вихованець харківських футбольних шкіл УФК, «Світанок» та ДЮСШ-9. Перші кроки у професійному футболі робив у складі харківського «Металіста», де з 2001 року виступав за другу команду клубу, а 4 вересня 2003 року дебютував у складі основної команди, яка на той час виступала у першій лізі чемпіонату України. Наступного сезону харківська команда повернулася до вищої ліги, у матчах якої Пилипчук двічі виходив на поле — уперше 15 липня 2004 року у грі проти дніпропетровського «Дніпра» (поразка 2:4).

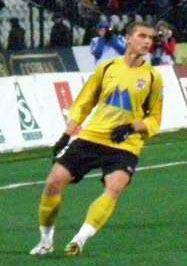
Сергій Пилипчук під час виступів за «Хімки». 22 листопада 2008 року

2005 року переїздить до Росії, де спочатку протягом трьох сезонів захищає кольори «Спартака» з Нальчика, а 2008 року переходить до клубу «Хімки». На початку 2009 року повертається до Нальчика, де продовжував виступи на правах оренди. На початку 2010 року перейшов до новгородської «Волги», згодом на правах оренди приєднався до складу ярославського «Шинника», в якому і відіграв до кінця сезону 2010 року.
На початку 2011 року знову став гравцем нальчицького «Спартака». В останньому для себе сезоні в російській Прем'єр-лізі за «Спартак» хавбек провів 22 матчі, в яких не забив жодного гола, віддавши одну гольову передачу. Під час виступів у Росії в 2005—2011 роках отримав громадянство цієї країни.
У січні 2012 року підписав контракт з луцькою «Волинню». Сергій Пилипчук виступав у луцькому клубі під № 90, провівши за півтора сезони у Прем'єр-лізі 29 матчів, відзначившись трьома голами. У червні 2013 року покинув клуб через конфлікт з головним тренером команди Віталієм Кварцяним.
21 серпня 2013 року підписав однорічний контракт з польською «Короною» з Кельців.
У 2019 році виступав за ФК «Вовчанськ» у Чемпіонаті України серед аматорів і Чемпіонаті Харківської області.

## Виступи за збірні
Протягом 2004–2006 років викликався до молодіжної збірної України, провів у її складі 5 ігор. Перебував у складі збірної під час фінальної частини молодіжного чемпіонату Європи 2006 року, по результатах якої збірна України виборола срібні нагороди, однак жодного разу у рамках матчів фінальної частини чемпіонату на поле не виходив.

## Тренерська кар'єра
З 2020 року працював в дитячо-юнацькій футбольній спортивній школі «Металіст 1925», тренуючи команду 2006 року народження, з якою в сезоні 2020/21 здобув бронзові нагороди Вищої ліги чемпіонату ДЮФЛУ.
5 липня 2022 року почав працювати асистентом головного тренера польської команди «Корона-2» (Кельці).

## Досягнення
- Срібний призер молодіжного чемпіонату Європи 2006